# 건륭57년5월3일군호재가문서
건륭57년5월3일군호재가문서(乾隆57年5月3日軍號裁可文書)는 조선 정조 18년(1794) 5월 3일, 병조에서 야간경비를 볼 때 사용한 군호문서이다. 대한민국 경기도 안양시의 개인 소장품이며 1994년 10월 29일 경기도의 유형문화재 제150호로 지정되었다.

## 개요
조선 정조 18년(1794) 5월 3일, 병조에서 야간경비를 볼 때 사용한 군호문서(軍號文書:군중에서 사용하는 암호를 전달하는 문서)이다.
이것은 당시 병조시랑이던 윤장렬이 정조에게 군호를 재가받기 위해 두 글자를 써서 올리자 왕자였던 순조가 두 글자와 함께 군호 밑에 ‘가(可)’자를 쓰고 서명을 놓아 재가하였다. 문서에는 병조의 도장 7개가 찍혀있다.
이 문서는 당시 병조의 야간경비 때 사용하던 군호의 성격을 알 수 있는 자료로 평가된다.

## 참고 문헌
- 건륭57년5월3일군호재가문서 - 국가유산청 국가유산포털